# Clystea finalis
Clystea finalis là một loài bướm đêm thuộc phân họ Arctiinae, họ Erebidae.